# آرمن شکویان
آرمن شکویان (ارمنی: Արմեն Շեկոյան؛ انگلیسی: Armen Shekoyan؛ ۲۸ مارس ۱۹۵۳ – ۲۹ ژوئیهٔ ۲۰۲۱) شاعر، نثرنویس، روزنامه‌نگار، مترجم و نویسنده اهل ارمنستان بود.

## زندگی‌نامه
وی در ۲۸ مارس ۱۹۵۳ در ایروان به دنیا آمد و از دانشگاه دولتی علوم پرورشی خاچاطور آبوویان ارمنستان و انستیتو ادبیات ماکسیم گورکی فارغ‌التحصیل گشت. شکویان برندهٔ جوایزی همچون مدال موسس خورناتسی (۲۰۱۷) شده‌است. وی در ۲۹ ژوئیهٔ ۲۰۲۱ در سن ۶۸ سالگی درگذشت.